# Horacio de la Peña
Horacio de la Peña, né le 1er août 1966 à Buenos Aires, est un ancien joueur de tennis professionnel argentin.
Il a atteint les huitièmes de finale des Internationaux de France en 1986.
Après sa retraite sportive, il est devenu entraîneur de tennis et s'est occupé notamment de Gastón Gaudio, José Acasuso et Fernando González.

## Palmarès

### Titres en simple messieurs
| No | Date       | Nom et lieu du tournoi                           | Catégorie    | Dotation  | Surface      | Finaliste        | Score              |  |
| -- | ---------- | ------------------------------------------------ | ------------ | --------- | ------------ | ---------------- | ------------------ |  |
| 1  | 22-04-1985 | Tournoi de tennis de Marbella, Marbella          |              | 100 000 $ | Terre (ext.) | Lawson Duncan    | 6-0, 6-3           |  |
| 2  | 22-05-1989 | Tournoi de tennis de Florence, Florence          |              | 93 400 $  | Terre (ext.) | Goran Ivanišević | 6-4, 6-3           |  |
| 3  | 30-07-1990 | Philips Head Cup, Kitzbühel                      | World Series | 337 500 $ | Terre (ext.) | Karel Nováček    | 6-4, 7-6, 2-6, 6-2 |  |
| 4  | 12-04-1993 | US Men's Clay Court Championship, Charlotte (NC) | World Series | 275 000 $ | Terre (ext.) | Jaime Yzaga      | 3-6, 6-3, 6-4      |  |

### Finales en simple messieurs
| No | Date       | Nom et lieu du tournoi          | Catégorie | Dotation  | Surface      | Vainqueur     | Score         |  |
| -- | ---------- | ------------------------------- | --------- | --------- | ------------ | ------------- | ------------- |  |
| 1  | 07-04-1986 | Tournoi de tennis de Bari, Bari |           | 85 000 $  | Terre (ext.) | Kent Carlsson | 7-5, 6-7, 7-5 |  |
| 2  | 31-10-1988 | Ford Cup, São Paulo             |           | 100 000 $ | Dur (ext.)   | Jay Berger    | 6-4, 6-4      |  |

### Titres en double messieurs
| No | Date       | Nom et lieu du tournoi                          | Catégorie           | Dotation  | Surface      | Partenaire     | Finalistes                   | Score         |          |
| -- | ---------- | ----------------------------------------------- | ------------------- | --------- | ------------ | -------------- | ---------------------------- | ------------- | -------- |
| 1  | 31-10-1988 | Ford Cup São Paulo                              |                     | 100 000 $ | Dur (ext.)   | Jay Berger     | Ricardo Acuña Javier Sánchez | 5-7, 6-4, 6-3 |          |
| 2  | 11-06-1990 | Torneo Internazionale Citta di Firenze Florence | World Series        | 225 000 $ | Terre (ext.) | Sergi Bruguera | Luiz Mattar Diego Pérez      | 3-6, 6-3, 6-4 |          |
| 3  | 08-04-1991 | Trofeo Conde de Godó Barcelone                  | Championship Series | 510 000 $ | Terre (ext.) | Diego Nargiso  | Boris Becker Eric Jelen      | 3-6, 7-6, 6-4 |          |
| 4  | 16-03-1992 | Grand-Prix Hassan II Casablanca                 | World Series        | 130 000 $ | Terre (ext.) | Jorge Lozano   | Ģirts Dzelde T.J. Middleton  | 2-6, 6-4, 7-6 | Parcours |
| 5  | 14-09-1992 | Cologne Open Cologne                            | World Series        | 240 000 $ | Terre (ext.) | Gustavo Luza   | Ronnie Båthman Libor Pimek   | 6-7, 6-0, 6-2 |          |
| 6  | 04-10-1993 | Kronenbourg Athens Cup Athènes                  | World Series        | 175 000 $ | Terre (ext.) | Jorge Lozano   | Royce Deppe John Sullivan    | 3-6, 6-1, 6-2 |          |

### Finales en double messieurs
| No | Date       | Nom et lieu du tournoi                       | Catégorie    | Dotation  | Surface      | Vainqueurs                    | Partenaire    | Score         |  |
| -- | ---------- | -------------------------------------------- | ------------ | --------- | ------------ | ----------------------------- | ------------- | ------------- |  |
| 1  | 16-11-1987 | Argentine Open Buenos Aires                  |              | 89 400 $  | Terre (ext.) | Sergio Casal Tomás Carbonell  | Jay Berger    | Forfait       |  |
| 2  | 24-09-1990 | Campionati Internazionali di Sicilia Palerme | World Series | 270 000 $ | Terre (ext.) | Sergio Casal Emilio Sánchez   | Carlos Costa  | 6-3, 6-4      |  |
| 3  | 20-07-1992 | Philips Head Cup Kitzbühel                   | World Series | 355 000 $ | Terre (ext.) | Sergio Casal Emilio Sánchez   | Vojtěch Flégl | 6-1, 6-2      |  |
| 4  | 28-09-1992 | Campionati Internazionali di Sicilia Palerme | World Series | 285 000 $ | Terre (ext.) | Johan Donar Ola Jonsson       | Vojtěch Flégl | 5-7, 6-3, 6-4 |  |
| 5  | 22-02-1993 | Abierto Mexicano Telcel Mexico               | World Series | 275 000 $ | Terre (ext.) | Leonardo Lavalle Jaime Oncins | Jorge Lozano  | 7-6, 6-4      |  |

### Finale en double mixte
| No | Date       | Nom et lieu du tournoi | Catégorie | Dotation    | Surface      | Vainqueurs                  | Partenaire      | Score          |          |
| -- | ---------- | ---------------------- | --------- | ----------- | ------------ | --------------------------- | --------------- | -------------- | -------- |
| 1  | 29-05-1989 | Roland-Garros Paris    | G. Chelem | 1 875 000 $ | Terre (ext.) | Manon Bollegraf Tom Nijssen | Arantxa Sánchez | 6-3, 6-73, 6-2 | Parcours |